# El siglo de China
El siglo de China. De Mao a primera potencia mundial es un ensayo sobre la economía de la República Popular China escrito por Ramón Tamames y publicado en España el año 2007.

## Sinopsis
El siglo de China. De Mao a primera potencia mundial es un libro sobre China centrado de forma específica en la evolución económica del país desde que llegó Mao Zedong y la Revolución china de 1949. Con una referencia inicial a la historia de China se contextualiza el potencial demográfico y geográfico del país para pasar a analizar, con más detenimiento, la sucesión de cambios vertiginosos que suceden desde la caída de la dinastía Qing en el año 1911 hasta el año 2006 en el que se finaliza la redacción del libro.

## Historia
Capítulo a capítulo se desgranan datos de la demografía, del medio ambiente social, de la tecnología, las empresas estatales, el medio ambiente natural, los cambios de directrices en la propiedad, comparando con los datos de otras potencias económicas mundiales a medida que avanza el siglo XX y los inicios del XXI.
El libro plantea el modelo de desarrollo de China y los cambios de su transición económica así como el papel del Partido Comunista de China. Las referencias al contexto internacional, India, la Unión Europea, Rusia, Estados Unidos, Japón, así como otros países de Asia, América y África, ofrecen una visión de la economía a escala global desde el análisis de la economía local de la República Popular China.
El planteamiento global esta alineado con el análisis que se expone en artículos y publicaciones, sobre el crecimiento de las exportaciones chinas en las dos primeras décadas del siglo XXI.

## Estructura
El libro se desarrolla en un pequeño prólogo y nueve capítulos:
1. De imperio en decadencia a república popular
2. La cuarta revolución: Deng y la OMC
3. El imparable crecimiento de China
4. Demografía y medio ambiente
5. Estructuras sectoriales básicas
6. Sector financiero y multinacionales en China
7. Políticas de una gran potencia
8. Relaciones entre la Unión Europea y España con China
9. Empresarios españoles en China

### La cuarta revolución: Deng y la OMC
En este capítulo se analizan los modelos de crecimiento, los cambios en los modelos de producción, las reformas e inversiones extranjeras, la tecnología, ..., y también se contrasta el comportamiento en el trabajo del pueblo japonés descrito por Gregory Clark con el comportamiento del pueblo chino descrito por el antropólogo catalán Josep Giró, para el que caracteriza a los chinos como "charlatanes, amantes de la buena mesa y de los placeres de la cama, patriarcales y apegados al dinero sin ceremonias", y a continuación Ramón Tamames escribe "Caracteres que permiten definirlos como los mediterráneos de Asia".
Continua desgranando los valores del pueblo chino con el análisis de su cultura e historia, budismo, taoísmo, confucianismo. Explica como el confucionismo es un término con diferente acepción a la que tenemos en Occidente, ya que en China es una realidad institucional y social que se fragua a lo largo de dos mil años.